# Herrgott für Anfänger
Herrgott für Anfänger ist eine österreichische Culture-Clash-Komödie aus dem Jahr 2017 mit Deniz Cooper und Katharina Straßer in den Hauptrollen. Der unter der Regie von Sascha Bigler entstandene Fernsehfilm wurde am 30. Dezember 2017 im ORF erstmals ausgestrahlt und wurde am 10. Jänner 2018 im Rahmen des FilmMittwoch im Ersten gezeigt. Nach Die Notlüge handelt es sich um die zweite Produktion der ORF-Fernsehfilmreihe Stadtkomödie.

## Handlung
Der Film handelt von einem Erb- und Nachfolgestreit in einem Wiener Heurigen zwischen der katholischen Heurigenkellnerin Miri und dem türkischstämmigen muslimischen Taxifahrer Musa, der sich eines Tages unsterblich in Ayşe, die Tochter seines streng gläubigen Chefs Adnan, verliebt. Eigentlich kann Musa mit Religion gar nichts anfangen, aber damit er um ihre Hand anhalten darf muss er beweisen, dass er ein mustergültiger Moslem ist. Außerdem muss er Geld für das wirtschaftlich angeschlagene Taxi-Unternehmen ihres Vaters aufbringen.
Bald darauf erbt Musa von seiner Stammkundin, der Heurigenwirtin Weininger, deren Lokal „Die Reblaus“ in Wien-Grinzing inklusive des dazugehörigen Weinbergs, das finanzielle Problem scheint damit gelöst. Die Erbschaft ist jedoch an die Bedingung geknüpft, dass Musa innerhalb eines Jahres zum Christentum konvertiert. Sollte er die Bedingung nicht erfüllen, so fällt das Erbe an die katholische Kirche. Musa steht vor einem scheinbar unlösbaren Dilemma, ist hin- und hergerissen zwischen den beiden Religionen und beginnt ein Doppelleben zwischen Christentum und Islam. Zusätzliche Probleme bereitet ihm Pächterin Miri, die sich als die rechtmäßige Erbin sieht.
Als sich Ayşe und Musa näher kommen wollen, stürmt die WEGA Musas Wohnung, die Polizei vermutet in Musa einen Terroristen und hat ihn und seine Aktivitäten daher schon einige Zeit unter Beobachtung. Nachdem Musa den Beamten seine Probleme schildert, lassen sie ihn wieder laufen. Musa beschuldigt Miri, ihm das Räumkommando auf den Hals gehetzt zu haben, es kommt zu Handgreiflichkeiten zwischen den beiden, die in einer leidenschaftlichen Nacht im Bett enden.
Der Bischof möchte die Taufe um jeden Preis verhindern, weil er der Meinung ist, dass Musa nicht wirklich gläubig ist. Pfarrer Benedikt weigert sich jedoch. Daher informiert der Bischof per Mobiltelefon Yussuf, den Imam von Musas islamischer Gemeinde, über die bevorstehende christliche Taufe Musas, der wiederum seine Schäfchen benachrichtigt. Das überstürzte gemeinsame Aufbrechen der islamischen Gemeinde ruft die WEGA auf den Plan, die die Verfolgung aufnimmt. Musa steht bereits beim Pfarrer beim Taufbecken, als er an seinem Vorhaben zu zweifeln beginnt und es sich plötzlich anders überlegt. Nachdem auch die islamische Gemeinde gefolgt von der WEGA in der Kirche auftaucht setzen bei Günsel, der Frau des Imams Yussuf, die Wehen ein. Ihr Kind kommt im Taxi zur Welt.
Sowohl die katholische als auch die islamische Gemeinde will mit Musa nichts mehr zu tun haben. Musa findet in der Hinterlassenschaft von Hans, der mit Heurigenwirtin Weininger befreundet war und in Musas Taxi verstorben ist, 26 hochkarätige Smaragde. Damit greift er unter anderem Adnan finanziell unter die Arme. Mit dem Rest des Geldes kauft er der Kirche den Heurigen ab und schenkt ihn Miri. Musa arbeit als ihr Kellner im Lokal, wo er nach dem Kontakt mit einigen Buddhisten unter den Gästen den Buddhismus für sich entdeckt.

## Produktion
Die Dreharbeiten fanden von 25. Oktober bis zum 24. November 2016 in Wien und Umgebung statt. Produziert wurde der Film von der österreichischen Lotus Film, beteiligt waren der Österreichische und der Bayerische Rundfunk. Für den Ton zeichnete Max Vornehm verantwortlich, für das Szenenbild Conrad Moritz Reinhardt und für die Kostüme Caterina Czepek.

## Rezeption

### Kritiken
Rainer Tittelbach von Tittelbach.tv meinte, dass dem Film trotz vieler amüsanter Momente, darunter ein paar Wiener-Schmäh-Einlagen sowie einer überzeugenden Besetzung, ein narrativer und moralischer Kern fehlen würde. Die etwas oberflächliche Erzählweise würde das Wesen der Hauptfigur spiegeln.
Die Süddeutsche Zeitung schrieb, dass Sascha Bigler einen Film über das Absurde des Glaubens liefern würde, der aber trotz Sticheleien in Richtung des Islams und des Christentums ohne Häme auskommen würde und es vermeidet, die beiden Religionen gegeneinander auszuspielen. Die Fernsehkomödie würde es schaffen, gerade so zu witzeln, dass es tatsächlich lustig wird, ohne dabei boshaft zu werden.
Volker Bergmeister befand im Donaukurier, dass Bigler Musas Wandlung zum wahren Christen und braven Moslem tempo- und ideenreich inszeniert habe. Es gäbe viele hübsche Einfälle, Höhepunkt sei eine Auto-Abschlepp-Choreografie zu Wiener-Walzer-Klängen. Das Spiel mit Vorurteilen würde aber nicht immer so gelingen, dass es über das Schmunzeln hinausgeht. Der Film sei eine Culture-Clash-Komödie, die ein wenig flach bleibt.

### Einschaltquote
In Deutschland verfolgten den Film bei Erstausstrahlung im Ersten 3,11 Mio. Zuschauer, der Marktanteil lag bei 9,8 Prozent.

## Auszeichnungen und Nominierungen
- 2018: Nominierung für den Prix Europa in der Kategorie TV Fiction[9]